# ラザルス・サリー
ラザルス・サリー（Lazarus Eitaro Salii、1936年11月17日 - 1988年8月20日）はパラオ共和国の政治家。1985年10月25日から1988年8月20日までパラオ共和国第3代大統領を務めた。

## 来歴
アンガウル州の出身であるが、太平洋諸島信託統治領政府の公務員で本庁勤めであったため、ずっとサイパン暮らしであった。
ハルオ・レメリク政権下でアメリカ合衆国との政治地位交渉団の代表を務めており、パラオ国民は自由連合盟約の早期締結を期待して彼を大統領に選出した。
レメリク政権時代から続く政情不安は依然続き、反サリー派勢力は盛んに行政訴訟を起したため行政が停滞し続けた。
1988年8月20日、自宅において頭に銃創を受け死亡しているサリーが発見された。足元に拳銃があったので自殺と断定された。